# Nuri Norak
Nuri Norak (tadż. Клуби футболи «Нури» Норак) – tadżycki klub piłkarski, mający siedzibę w mieście Norak, na zachodzie kraju.

## Historia
Chronologia nazw:
- 1966: Wachsz Norak (ros. «Вахш» Нурек)
- 1969: Energetik Norak (ros. «Энергетик» Нурек)
- 1992: Bark Norak (ros. «Барк» Нурек)
- 2013: Nuri Norak (ros. «Нури» Нурек)

Piłkarski klub Wachsz został założony w miejscowości Norak w 1966 roku. W 1966 debiutował w Klasie B, strefie środkowoazjatyckiej i kazachskiej Mistrzostw ZSRR, w której zajął przedostatnie 18. miejsce. 23 maja 1966 startował w rozgrywkach Pucharu ZSRR. W końcu 1969 roku zmienił nazwę na Energetik Norak. W 1970 po reorganizacji systemu lig występował w Klasie B, strefie środkowoazjatyckiej, w której zajął przedostatnie 16 miejsce i pożegnał się z rozgrywkami na szczeblu profesjonalnym.
Po uzyskaniu niepodległości przez Tadżykistan klub nazywał się Bark Norak. W 1995 zespół startował w rozgrywkach Pucharu Tadżykistanu. W 2013 przyjął nazwę Bark Norak i debiutował w rozgrywkach Pierwszej Ligi Tadżykistanu, w której zajął 3. miejsce w grupie duszanbejskiej.

## Sukcesy

### Trofea międzynarodowe
Nie uczestniczył w rozgrywkach azjatyckich (stan na 31-12-2015).

### Trofea krajowe
Tadżykistan
| \| \| Zdobyte trofea w rozgrywkach Tadżykistanu (stan na: 31-12-2015) \| |                                                                 |      |          |
| Rozgrywki                                                                | Osiągnięcie                                                     | Razy | Sezon(y) |
| Mistrzostwo                                                              | I miejsce                                                       | 0    |          |
| Mistrzostwo                                                              | II miejsce                                                      | 0    |          |
| Mistrzostwo                                                              | III miejsce                                                     | 0    |          |
| Puchar                                                                   | zdobywca                                                        | 0    |          |
| Puchar                                                                   | finalista                                                       | 0    |          |
| Puchar                                                                   | 1/8 finału                                                      | 1    | 2013     |
| II liga                                                                  | I miejsce                                                       | 0    |          |
| II liga                                                                  | II miejsce                                                      | 0    |          |
| II liga                                                                  | III miejsce                                                     | 0    |          |
| Tadżykistan                                                              | Zdobyte trofea w rozgrywkach Tadżykistanu (stan na: 31-12-2015) |      |          |

ZSRR
| \| \| Zdobyte trofea w rozgrywkach Związku Radzieckiego (stan na: 31-12-1991) \| |                                                                         |      |            |
| Rozgrywki                                                                        | Osiągnięcie                                                             | Razy | Sezon(y)   |
| Mistrzostwo                                                                      | I miejsce                                                               | 0    |            |
| Mistrzostwo                                                                      | II miejsce                                                              | 0    |            |
| Mistrzostwo                                                                      | III miejsce                                                             | 0    |            |
| Puchar                                                                           | zdobywca                                                                | 0    |            |
| Puchar                                                                           | finalista                                                               | 0    |            |
| Puchar                                                                           | 1/512 finału                                                            | 2    | 1966, 1967 |
| II liga                                                                          | I miejsce                                                               | 0    |            |
| II liga                                                                          | II miejsce                                                              | 0    |            |
| II liga                                                                          | III miejsce                                                             | 0    |            |
|                                                                                  | Zdobyte trofea w rozgrywkach Związku Radzieckiego (stan na: 31-12-1991) |      |            |

- Klasa B, strefa środkowoazjatycka (D3):
  - 9. miejsce w grupie: 1967

## Stadion
Klub rozgrywa swoje mecze domowe na stadionie Centralnym w Noraku, który może pomieścić 1 000 widzów.

## Piłkarze
Znani piłkarze:
- Anatolij Cygankow
- Giennadij Wdowin